# José María Peralta López
José María Peralta López (Villahermosa, Tabasco; 17 de octubre de 1928) es un político mexicano y ex Gobernador Sustituto de Tabasco. Nació en Villahermosa, Tabasco el  17 de octubre de 1928, siendo sus padres Juan Peralta García y Clemencia López de Peralta.

## Biografía
Cursó la primaria en el Centro Escolar Primero de Mayo, y realizó sus estudios de secundaria y profesionales en el Instituto Juárez, hoy Universidad Juárez Autónoma de Tabasco. Fue, durante toda su vida, apasionado por el béisbol, deporte por el cual dejó su carrera de leyes.
En 1952, recibió del entonces gobernador del estado, Francisco Javier Santamaría, su título como licenciado en Derecho, al ser el primer egresado en la carrera de leyes. El 22 de mayo de 1955 contrajo matrimonio con Lorenza Fócil López, con quien procreó dos hijos, Beatriz y Juan José Peralta Fócil.
Tuvo una amplia trayectoria profesional: a partir de 1950 desempeño diversos cargos públicos, prestó sus servicios en la Procuraduría General de Justicia de Tabasco como:
- Escribiente.
- Segundo secretario del Juzgado de Primera Instancia de lo Civil en Villahermosa.
- Agente investigador del Ministerio Público.
- Director de Averiguaciones Previas.
- Subprocurador de Justicia en el Estado.

El 1 de febrero de 1962, ingresa a la Procuraduría General de la República, como agente del Ministerio Público Federal con sede en Villahermosa, Tabasco, cargo en el que estuvo 17 años.
En 1968 ocupó la Dirección de la Escuela de Derecho de la Universidad Juárez Autónoma de Tabasco y fue maestro titular de las materias de: Criminología, Derecho Penal, Derecho Procesal Civil y Penal. Así mismo impartió cátedra de Civismo e Historia en la Escuela Secundaria "Rafael Concha Linares". 
El 1 de enero de 1977, fue invitado por el gobernador Leandro Rovirosa Wade para ocupar el cargo de Procurador de Justicia del Estado. Durante su mando, se creó la Casa de Justicia, que fue inaugurada por el procurador general de la República, Agustín Alanís Fuentes, así como la 4.ª Agencia del Ministerio Público Especializada en Delitos Imprudenciales.
El 1 de enero de 1983, se integró como Magistrado del Poder Judicial del Estado. Fue nombrado por unanimidad Magistrado Presidente, cargo que desempeñó hasta el 15 de mayo de 1984 cuando fue designado Secretario de Gobierno del Estado por el entonces gobernador Enrique González Pedrero.
El 14 de diciembre de 1987, el Congreso del Estado lo nombra Gobernador Sustituto de Tabasco, cargo que desempeñó hasta el 31 de diciembre de 1988, luego de la licencia definitiva otorgada a Enrique González Pedrero, quien a solicitud del entonces presidente Carlos Salinas de Gortari se incorporó a la Dirección General del Instituto de Estudios Políticos, Económicos y Sociales (IEPES) del Partido Revolucionario Institucional.
Como gobernador, Peralta López concluyó los proyectos de los sitios arqueológicos de La Venta, de Pomoná y el Museo de Historia Natural.